# پناهگاه صخره‌ای ۵ قیسوند
پناهگاه صخره‌ای ۵ قیسوند مربوط به دوران پارینه‌سنگی میانی و جدید است و در شهرستان هرسین، بخش مرکزی، دهستان حومه، ۱/۷ کیلومتری شرق روستای قیسوند واقع شده و این اثر در تاریخ ۲۶ اسفند ۱۳۸۷ با شمارهٔ ثبت ۲۵۴۴۶ به‌عنوان یکی از آثار ملی ایران به ثبت رسیده است.